# 韩国气球宣传运动

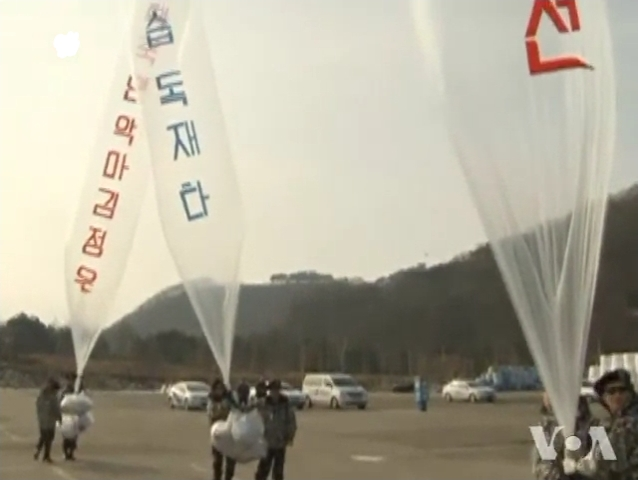
韩国活动人士放飞气球

韩国气球宣传运动是指朝鲜战争以来，韩国民众利用气球散发政治宣传传单、宣扬其他相关内容的行动。活动最初由韓国政府及军方组织舉辦，现如今主要由韩国非政府组织举办。他们定期放飞气球，向朝鲜民众送去在朝鲜遭到审查的资料及物资。
活动主要目的是支持朝鲜的民主化运动，煽动政权更迭。不过，外界就传单运动的成效存在争议。另外，气球宣传活动可能会加剧朝鲜半岛的紧张局势，韩国社会也愈来愈反对举行类似的活动。为了报复南方的政治宣传活动，朝鲜政府对朝韩非军事区的韩国士兵也进行政治宣传。
一直以来，韩国和朝鲜政府都反对持续进行的气球宣传活动。韩国政府顾虑到言论自由，从来没果断干涉活动人士放飞气球，但却采取一些措施，包括禁止使用船只放飞气球，大大减少飞入朝鲜的传单数量。另一方面，阳光政策颁布后，两国政府减少组织心理战，但紧张局面之后再度出现。
2020年12月，韩国国会通过一項名爲《禁止散發反朝傳單法》的法律，将利用气球或瓶子向朝鲜送去政治传单的行为定为刑事罪行。支持者认为该法律有利改善与朝鲜的关系，反对者则担心言论自由和人权受到威胁。爾後在2023年9月26日，南韓憲法法院裁定《禁止散發反朝傳單法》違憲，法條施行終止。
自南韓憲法法院裁定《禁止散發反朝傳單法》違憲後至李在明當選南韓總統之前，統一部對南韓公民團體的放飛宣傳氣球行爲一直持沉默態度。但由於李在明在競選期間提出恢復兩韓交流管道、停止南韓民衆放飛宣傳氣球等承諾，並抱持防止兩韓間產生偶發性衝突與穩定兩韓關係的希冀。因此，自李在明就任南韓總統後，統一部對南韓民衆對北韓放飛宣傳氣球的行爲開始轉變，並基於維護朝鮮半島和平與維護南韓民衆生命財產安全爲由，自2025年6月開始敦促南韓民衆停止放飛宣傳氣球的行爲。翌月8日，南韓被北韓綁架者家屬團體表示會全面停止放飛宣傳氣球的行爲，並呼籲其他放飛宣傳氣球的南韓公民團體積極配合統一部的指示，以儘快推動能推動兩韓間的首腦會談與對話。

## 历史

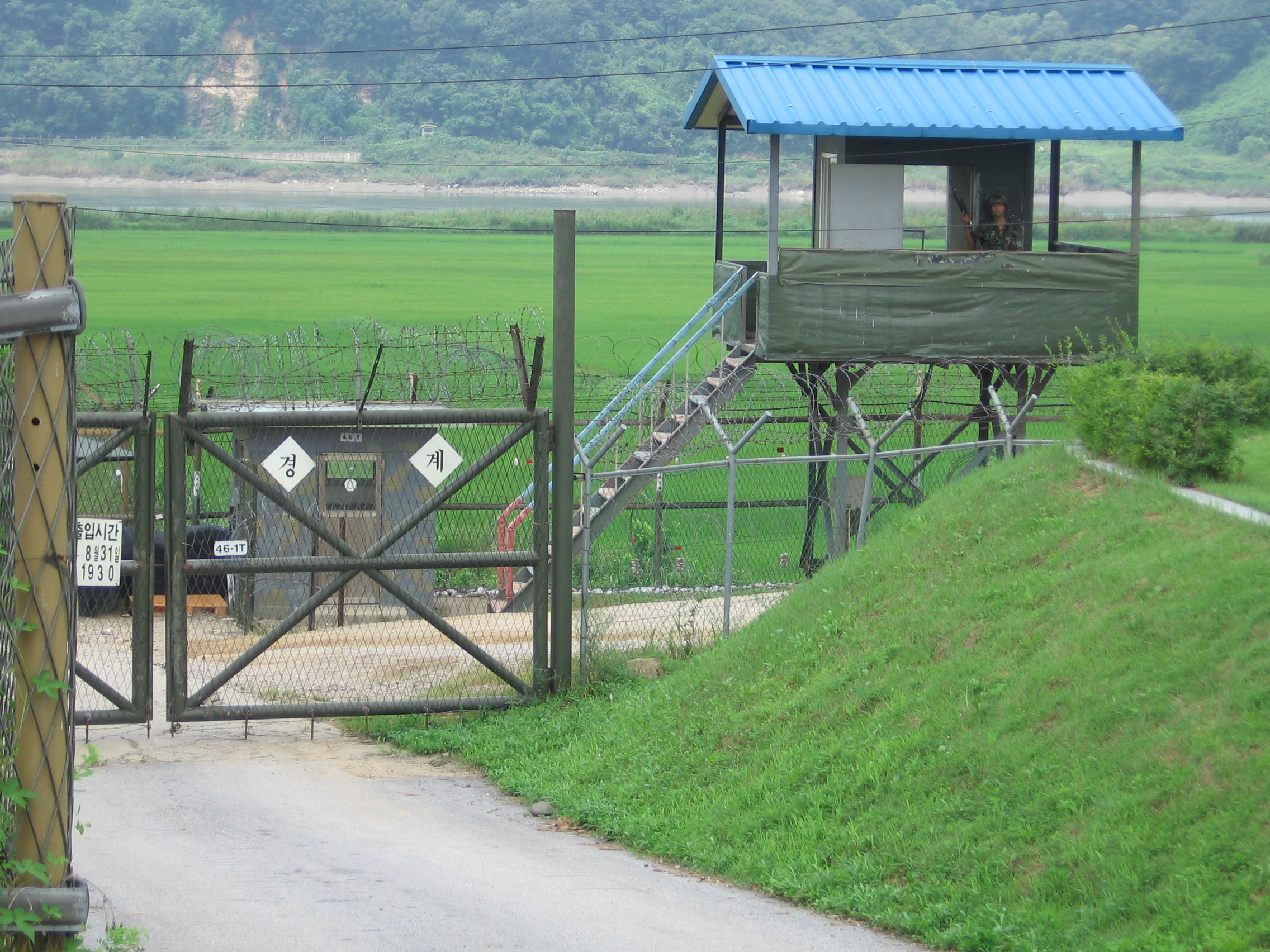
从朝韩非军事区朝鲜一侧望向韩国的哨所。

朝鲜半岛的政治宣传战最早起源于朝鲜战争时期，当时联合国军向中国和朝鲜炮射大量传单，共计25亿张。历史研究指出，传单数量庞大，可以在整个朝鲜半岛叠上35层。相比之下，朝鲜在战争期间只放飞了3000万张传单。处在冷战阴影下的德国，也有被称为“mauerseglers”的围墙水手利用气球越过柏林围墙派发货物。
到金大中政府推出阳光政策，韩国方面的气球活动才告一段落。朝鲜两国的心理战于2004年至2010年间暂停。除了气球，该政策还禁止在非军事区使用广播电台、广告牌和扩音器进行宣传。朝鲜政府一开始要求韩国在2000年朝韩首脑会晤前作出有关调整，得到金大中政府同意。2010年延坪岛炮战后，韩国国防部于同年底重启气球宣传活动，持续了一年便再度暂停。
朝鲜方面也向韩国进行类似的气球宣传活动，但朝鲜半岛内的相关活动主要针对韩国进行。2012年7月，朝鲜政府发放气球，回应韩国军方在延坪岛炮战后放飞的传单。
延坪岛炮战爆发后，韩国出现了要求对朝鲜政府采取强硬路线的呼声，但支持声音到2011年已消失。2014年底的民意调查显示当时韩国民众大多反对传单运动，占58%。
2018年5月，朝韩两国同意接受气球宣传活动，自此韩国政府开始干预脱北者举行类似活动。
2020年6月4日，金正恩胞妹金与正发布长篇声明，痛斥放飞气球的人是“人渣”、“杂种狗”，韩国政府是“杂种狗的主人”，要求韩国政府对气球活动负责。金与正扬言会撤出不敌对条约及合资企业。几个小时后，韩国表示正计划针对“气球造成的紧张局势”立法。英国广播公司记者认为韩国迅速回应，“对（韩国来说）不是个好事情……大多数脱北者为了赢得言论自由的权利，都经历了令人难以置信的艰辛历程。”6月9日，朝鲜政府以气球问题为由，切断与韩国联系的所有渠道。6月10日，韩国政府宣布会采用朝韩交流和做法，起诉两个未经授权向朝鲜放飞资料的活动组织。
2020年12月14日，韩国国会通过法律，正式处罚越过非军事区散发反朝资料的行为。支持者认为该法可以避免不必要地挑衅朝鲜，确保边境居民安全，与朝鲜维持稳定关系。反对者则认为该法是在应和或屈服于朝鲜对气球运动的威胁。国际特赦组织等多个人权组织在韩国举行示威活动，抗议政府对《韩朝关系发展法》作出上述修订。海外组织及人士也对该行为表达抗议。
2022年5月，朝鲜Covid-19疫情出现大爆发，朝鲜当局将疫情源头归咎于韩国放飞的宣传气球，而官方媒体朝鲜中央电视台声称一个18岁的士兵和一个5岁的男孩于同年4月接触不明的“外来物品”，要求边境居民警惕。韩国当局与放飞气球的脱北者团体否认有关指控。在同年8月举行的全国紧急防疫总结会议上，金与正指责韩国利用气球把病毒传入朝鲜，是“反人类罪行”，扬言会采取报复手段。
2023年9月26日，經南韓憲法法院裁定，《禁止散發反朝傳單法》違反南韓憲法。東方日報引述南韓統一部的觀點，表示南韓在不以危及邊境民衆個人權利的情況下，有必要維護北韓民衆的知情權以及確保北韓境外的資訊可以流入北韓。
2024年5月29日，朝鲜当局向韩国各地空飘约260颗气球装有粪便等污秽物品的气球，以报复韩国向朝鲜空飘反朝宣传品。
2024年10月11日，北韓外務省發佈「重大聲明」，宣稱南韓於2024年10月3日、2024年10月9日與2024年10月10日使用遙感無人機並將無人機飛至平壤市上空投放反對北韓的政治宣傳單張。北韓外務省將南韓與平壤市上空投放的宣傳物料稱爲「讕言惡語，鬼話連篇，意圖貶損朝鮮民主主義人民共和國的國權與尊嚴，惡意詆毀社會主義制度」，同時指控南韓本次投放行爲是在違反國際法侵犯北韓國格，以及逾越紅綫挑釁北韓企圖進一步升溫朝鮮半島局勢。北韓外務省最後亦對南韓發出通牒，表示朝鮮人民軍已經嚴格遵循北韓憲法，嚴陣以待恆常準備保衛北韓殲滅敵人，若南韓繼續踐踏北韓尊嚴則朝鮮半島戰爭將一觸即發，同時呼籲南韓切勿玩火以南韓民衆的生命作爲籌碼挑釁北韓。從朝鮮中央通訊社發佈的圖片來看，北韓宣稱的南韓無人機甚至於在朝鮮勞動黨中央委員會大樓上空投放政治宣傳單張。南韓國防部部長金龍顯當日表示否認無人機造訪北韓空域事件爲南韓國軍策劃，表示正在進行確認。南韓聯合參謀本部的一名負責人表示，正在核查此事是否由南韓民間所爲。
因受到北韓宣稱南韓國軍無人機滲透事件的影響，南韓京畿道政府自2024年10月15日起出於保護南北韓接壤地帶民衆安全的目的，將坡州市、金浦市和漣川郡內的11處地點劃爲危險區域。而在危險區域內，向北韓散發傳單是被明文規定禁止的行爲。南韓道政府行政第一副知事金成仲對京畿道政府頒佈此規定的緣由解釋說，由於朝鮮人民軍總參謀部已經下達隨時射擊的指令，故出於保護在散佈宣傳單張時可能會遭受炮擊的南韓民衆生命福祉，頒佈此規定。在規定出台之後，若有民衆執意違反規定，將被處以一年以下有期徒刑或1000萬韓元以下的罰款。
李在明當選南韓總統後，統一部改變原先對南韓民衆放飛宣傳氣球不進行干預的立場，並敦促各團體停止包括放飛氣球、散佈傳單的行爲。此乃自2023年9月南韓憲法法院裁定禁止放飛氣球、散佈傳單的行爲的法律違憲後，南韓政府首度提出此類禁止要求。韓聯社推測李在明政府是想藉由停止放飛氣球、散佈傳單的行爲，來釋放改善兩韓關係的訊號，並爲兩韓之間對話提供契機。南韓警方自李在明當選南韓總統後，亦會以法律條文的形式來勸阻與防範南韓民衆對北韓放飛氣球、散佈傳單的行爲，並同步在南韓邊境區域加強警力部署與劃定高風險區域。另根據南韓總統室的通報，李在明在2025年6月15日已指示南韓各部門就南韓民衆對北韓放飛氣球、散佈傳單的行爲制定事前防範與事後處罰措施。
2025年6月14日，李在明表示會對向北韓放飛宣傳氣球的個人和團體嚴懲不貸，同時下達讓關聯部門制定防範南韓公民對北韓放飛宣傳氣球對策。兩天後，南韓警方表示將在南韓的主要邊境地帶部署警力以防範南韓民衆發生對北韓放飛宣傳氣球的行爲，並考慮透過法條的修改爲警方的行爲提供法源依據。統一部計劃與對北韓放飛宣傳氣球的團體進行溝通，以達到無人對北韓放飛宣傳氣球的目標。統一部亦在與南韓國會聯手推動《韓朝關係發展法》修正案，以在南韓憲法框架下消除2023年9月南韓憲法法院「要求南韓民衆停止北韓放飛宣傳氣球爲侵犯南韓民衆的言論自由，屬違反南韓憲法行爲」的裁定。在統一部長官被提名人等人士的循循善誘下，南韓被北韓綁架者家屬團體表示自2025年7月8日起停止對北韓放飛宣傳氣球的活動，同時呼籲其他團體積極配合統一部的指示，以促進兩韓間首腦會談與交流。

## 内容

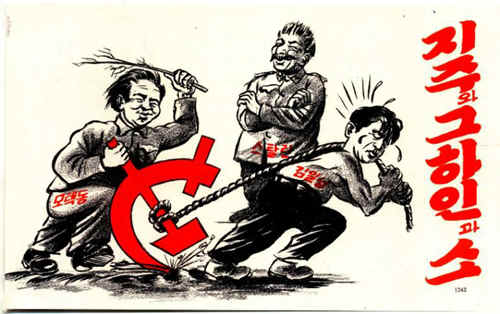
朝鲜战争期间联合国军制作的政治传单中，金日成被毛泽东和约瑟夫·斯大林操纵。

朝鲜战争期间，韩国散发了25亿张传单，宣扬资本主义世界超越共产主义对手的能力。李仁和在研究中认为，早在朝鲜战争期间联合国军以视觉形式进行的政治宣传中，韩国社会对朝鲜的偏见就已经存在。相比之下，朝鲜的政治宣传很大程度上仿照了当时苏联政治宣传。
郑镇宪认为，韩国气球传单从军方放飞过渡到民间放飞后，内容和目标变化不大。从历史层面上看，韩国的传单在文化敏感度上存在过失，例如没有将韩国正字法转换成朝鲜正字法。比方说，朝鲜人看不懂“헝가리”（匈牙利）或“쏘련”（苏联），因为按照他们的写法，两个词应该是“웽가리”和“로씨야”。传单还包括丑闻、情报和诱惑内容，部分传单还传播重生的福音主义思想，或是圣经的福音书。其中一张传单据称将金日成和耶稣作比较，上面写着“信耶稣，不信金日成”。冷战期间，朝韩两国的政治宣传战演变成共产主义与基督教这两股新势力的角力。传单还介绍了脱北的朝鲜高级人物黄长烨的行为。
除了政治传单，韩国政府还曾用气球散发糖果、打火机、烟草和色情刊物。时至今日，非政府组织放飞的内容还包括各种媒体及其他物资和必需品，例如美金、方便面、小册子、尼龙丝袜和高档袜子、问候信、收音机，还有装有被禁影视作品及韩语维基百科副本的DVD、USB和SD卡。通过气球送去的巧克力派在朝鲜成了拿来以物易物的珍稀物品。索尼影业遭黑客攻击后，部分活动人士向朝鲜送去电影的副本。部分向朝鲜送去的电影被活动人士自行删减最冒犯人的内容。时至今日，部分传单由轻薄且防水的聚乙烯印刷。
朝鲜政府散发的传单则相对简单，会让人想起北方的政治宣传。传单一般印有各种口号，多数一些广为人知的带有种族歧视和性别歧视的标语。2016年散发的部分气球还装了一些垃圾。过去几十年，传单内容变得多样化。

## 参与的韩国组织
近期参与气球宣传运动的组织包括脱北者组织、福音派新教徒和保守派、其他基督教教派和美国的组织。脱北者组织成员大多是叛逃的军人，女性占脱北者总人数70%，但主导宣传运动的主要是精英出身或有军方背景的男性。最为活跃的是脱北者团体，两大主要团体分别是自由北韓運動聯合和朝鲜基督教协会。
自由朝鲜运动联合、直接帮助朝鲜人运动、朝鲜基督教协会和北韩人民解放阵线是释放气球的最活跃脱北者团体。然而，朴尚學称自由朝鲜运动联合不像其他脱北者团体那样接受政府资助，他们的支持者有几百位，每个月都会捐五到十美金。朝鲜人民解放前线等脱北者团体与中国边境地区有联系，经常过江向朝鲜发去媒体。
韩国当地的非政府组织包括争取朝韩自由民主全国行动、韩国家长联盟、Chogabje.com、韩国战俘与被绑架者家庭协会等。国防论坛基金会的苏珊娜·肖尔特是朝鲜自由联盟的主席，该联盟是上述组织的最大支持者。另外不具名基督教徒与海外教会的捐助也是上述组织的一大资金来源。
朴尚学认为他们的目标是打破信息屏障，提升朝鲜民众意识，鼓励他们推翻领导人。美國人權基金會强调他们对言论自由、民族自决、结社自由、迁移自由的信仰。相关组织除了煽动朝鲜人推翻政权，还有倡导帮助难民之类的事业，针对朝鲜的残疾人展开人道主义工作，传播基督教等。

### 新教福音派的角色
随着气球运动本质上转由个人进行，新教福音派主导了大多数参与运动的非政府组织。郑镇宪认为，自阳光政策启动以来，韩国社会对福音派在运动中的角色持两极分化的态度。朝韩两国两极分化的情况逐步减少的同时，韩国内部政治层面的两极分化正在加剧。郑镇宪认为福音派教会领袖在朝韩两国举行反政府示威。有别于日本等亚洲国家，韩国不抗拒外国传教士，导致当地的基督教和反共运动在政治层面的联系密切。小布什政府对朝鲜采取强硬路线，资助反朝鲜团体，让朝鲜人权运动在国际社会纷纷涌现。
国营的韩国广播公司和福音派的远东广播公司在冷战期间争先向朝鲜人发去信息。
郑镇宪指出，80%的脱北者都是基督徒，他们要么依靠机会，要么和教会保持联系。其中许多人在反朝鲜政权团体中担任领导层职位。

## 气球种类
非政府组织最常使用特制的12米长圆柱形氦气球或氢气球。气球采用坚硬的双壁温室塑料，上面印有用諺文的政治宣传信息。这些气球取代了韩国政府之前使用、现在已经停产的软式飞船。气球飞离边境到一定的距离，上面的计时器会打开气球里的塑料袋。气球最远可以飞200公里，最大载重10公斤。自由北朝鲜运动联合每个气球的成本约为500美金。尽管如此，气球依然被认为是便宜的方案。
自由北朝鲜运动联合正考虑改善全球定位系统的能力，更好地了解气球的动向。自2015年初起，他们开始使用直升无人机散发传单。

## 放飞地点

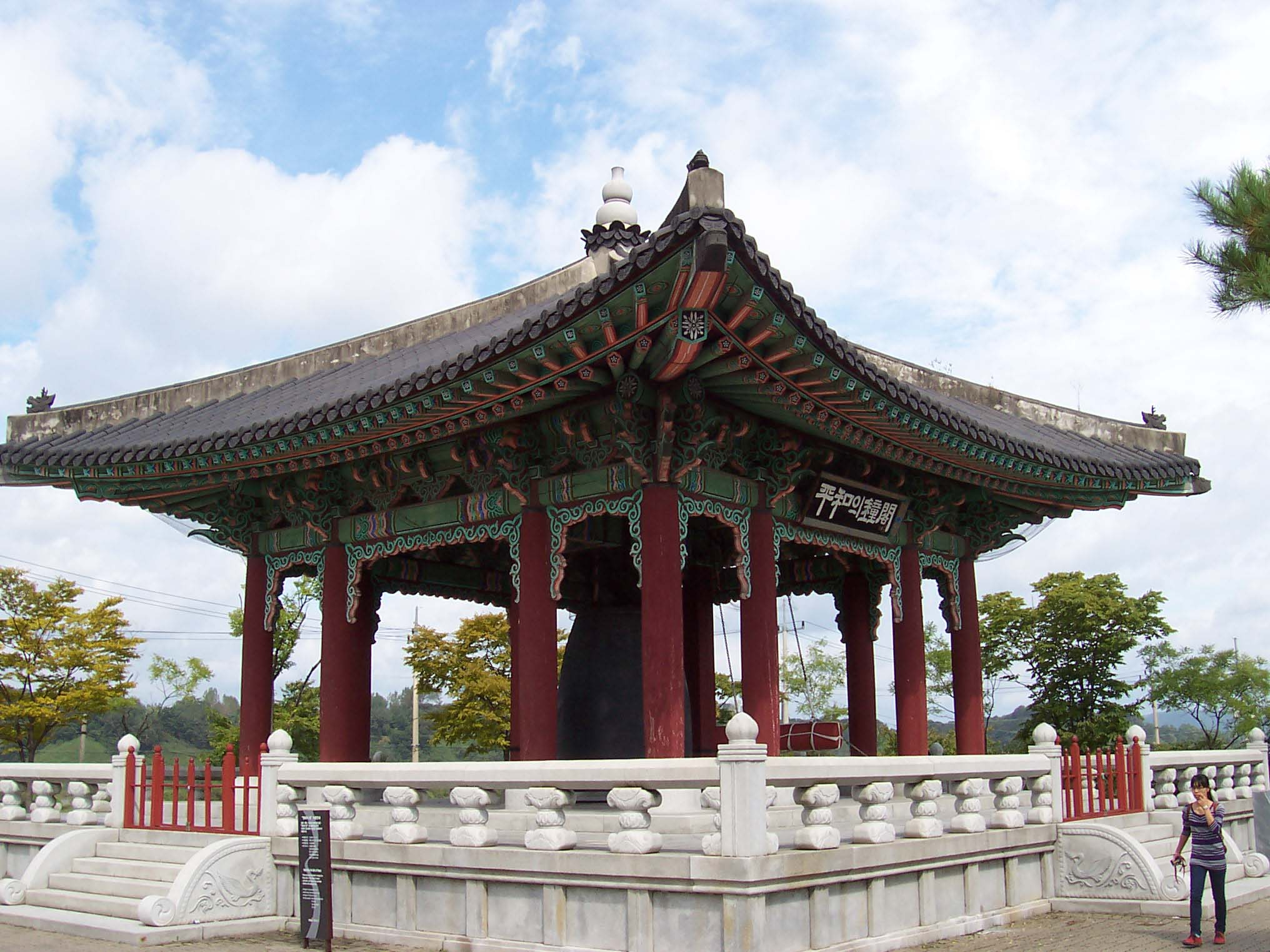
活动人士经常在临津阁集会。

反朝活动人士一般会在坡州市临津阁临津亭及青年公园和西海岸的江华岛举行集会，放飞气球，有时也会在船上放飞，但韩国政府2013年禁止在船上放飞。朴尚学表示自由朝鲜运动联合用船能散发两倍的传单。相比之下，他们在2014年能将700-800万张传单送到朝鲜。
附近居民担心影响到当地的旅游和商业，会抵制放飞活动。2014年10月，临津阁的居民用拖拉机挡路，阻止放飞活动进行，支持和谈的左翼人士也加入当地人的阵营。尽管如此，还是有脱北者成功突围，在附近的金浦市发放2万张传单。当时放飞气球不违法，但韩国警察厅有时会出手干预，导致活动人士和警方爆发冲突，使放飞活动失败。朴尚學就因此而在2015年4月被捕。
韩国的气候也给放飞带来了挑战。当地每年80%时间都在吹东风，偶尔会有南风吹向北，这使得气球有时会落入海中或吹回韩国。曾有传单因为天气不稳定，落在了首尔。

## 朝鲜反制
除了用气球，朝鲜还用火箭向非军事区散发传单。冷战时期的许多传单印有地图，其中一张落在非军事区的传单上面有赵大铉从非军事区越北的路线。另外，当时朝鲜的传单还针对越北的韩国士兵进行指导。
2012年4月试射光明星3号失败，半岛局势日趋紧张后，朝鲜于同年7月重启气球传单运动。2012年10月，朝鲜在边境西侧发射传单，赞扬亲北方人士，批评韩国国防部进行“反平壤教育”。延坪岛炮战后，韩国也重启了气球宣传活动。2012年10月，韩国士兵在巡逻时找到1.6-1.7万张朝鲜传单，韩国国防部表示这是他们继7月朝鲜重新发放传单以来，年内第二次找到朝鲜的传单。朝鲜已经12年没有发放传单了。到了2016年，朝鲜不再诉诸越界开枪等武力方式表达不满，而是通过发射新的政治宣传单来表达对韩国的不满。2016年崔順實干政醜聞爆发后，朝鲜加强发放传单，支持弹劾总统朴槿惠。2017年2月，首尔出现批评美国总统唐纳德·特朗普的朝鲜传单。2018年，朝鲜发放传单，宣传与南方在即将到来的平昌冬奥会上和解。
朝鲜警告民众韩国用气球送来的物资有毒，但民众一般不听劝阻。由于体型庞大，气球很容易追踪。朝鲜被控拦截气球，给内容物涂上毒，让民众认为韩国人不怀好意。朝鲜和平等组织随后不再送食物，改送袜子，并附上清理袜子上面毒药的指南。脱北的朝鲜半岛国际和平组织发言人李柱成在2012年表示一双高档的韩国袜子卖出去，可以拿到供一个孩子吃两个月的玉米。
活动人士批评阻止放飞气球的示威者是收了朝鲜当局的钱，前来进行反示威运动。然而，放飞地点以外的韩国社会确实反对相关活动。部分反对者认为相关活动会挑衅到有核武器的朝鲜，认为朝鲜半岛统一需要通过和朝鲜领导层建立对话来实现。部分脱北者穿着军服、戴太阳镜，也是反对的原因之一。另外，韩国境内有3%到5%的人支持极左派和金氏家族。

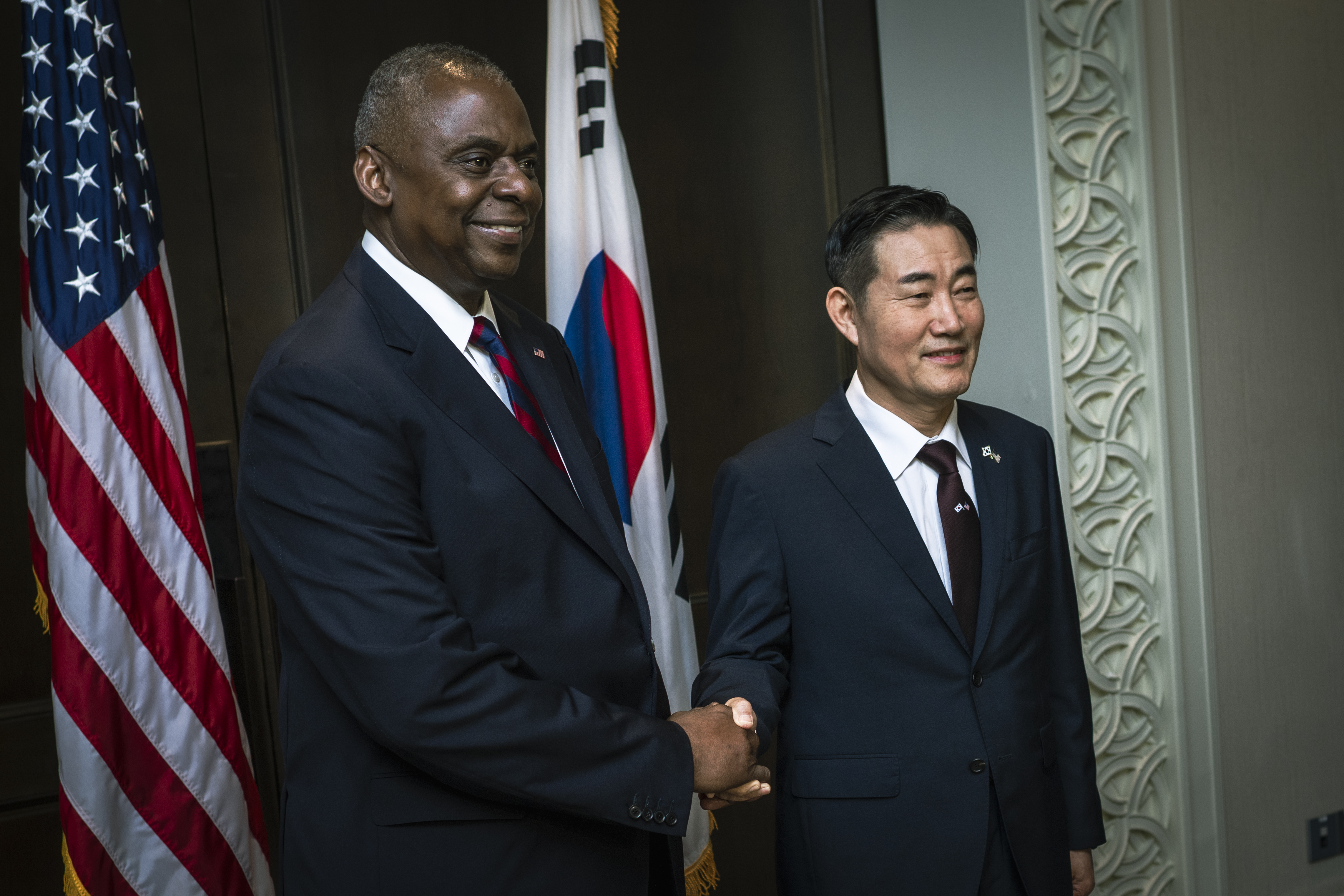
2024年，美防長劳埃德·奥斯丁與韓國防長申源湜在新加坡出席香格里拉對話，討論朝鮮向韓國空投垃圾氣球

在朝鮮宣佈放棄統一之後，朝鮮對於韓國氣球宣傳運動的反感度與日俱增。爲反制韓國的行爲，朝鮮自2024年5月28日夜間開始通過氣球的放飛，在朝鮮與韓國之間的邊境與縱深地帶投放大量的廢紙與垃圾。金與正在評價朝鮮放飛氣球的行爲時，不僅揶揄韓國對於氣球放飛行爲的說辭，聲稱韓國無權阻止朝鮮的表達自由，還放話說要放飛數量可觀的，帶著廢紙與垃圾的氣球至南韓境內。根據韓聯社的報道，朝鮮的此次共放飛260顆氣球，氣球的長度爲3至4米，塑膠袋內含各種穢物與垃圾，但是沒有對韓傳單。同時，塑膠袋上還設有計時器和起爆裝置。基於朝鮮前次放飛氣球時的總量約爲1000顆，因此韓聯社評價朝鮮此次一次性放飛數量如此可觀的氣球，是一件實屬罕見的事情。
南韓聯合參謀本部呼籲南韓民衆注意上空墜物，並不要與垃圾氣球發生任何觸碰。自2024年7月以來，北韓對南韓空飄的垃圾氣球攜帶物當中多數是爲紙質與塑膠垃圾，而自2024年10月以來，北韓開始在對南韓空飄的垃圾氣球當中攜帶對南韓進行政治宣傳的單張，其中在2024年10月24日北韓第30次發起垃圾氣球投放行動時，氣球內攜帶有詆毀南韓總統尹錫悅與南韓第一夫人金建希的宣傳單張，並有部分的宣傳單張在龍山總統府前坪舉行波蘭總統歡迎儀式時掉落。根據朝鮮日報的報導，北韓是次投放的政治宣傳單張有撒落在龍山總統府一帶，宣傳單張約有手掌大小，上面印有南韓總統尹錫悅與南韓第一夫人金建希的照片，以及揶揄尹錫悅丁克與嘲諷金建希已然割據一方讓南韓成爲建希王國的內容。由於北韓空飄垃圾氣球已然造成南韓民衆不安且勞民傷財，因此南韓軍方在北韓第31次空飄垃圾氣球後對北韓發出警告，並表示北韓切勿在考驗南韓軍方的邊緣反復試探，若因北韓空飄垃圾氣球致使事態發生，北韓全權負責。
截至2024年11月29日，北韓已經向南韓空投32次垃圾氣球。

## 政府立场

### 朝鲜政府
朝鲜政府经常威胁参与放飞气球的民众。朝鲜外宣网站《由我们民族自己》于2013年发布语带威胁的信息，指责活动人士为脱北者充当人肉盾牌。
祖国和平统一委员会秘书处、《劳动新闻》和朝鲜国防委员会经常谴责韩国对朝政策。朝鲜当局认为韩国应该为气球放飞负责，要求更严厉地打击参与运动的人士，否则会展开军事行动。2012年12月1日，秘书处发表声明，要求时任总统候选人朴槿惠终止时任总统李明博的政策，履行在总统选举期间的承诺。祖国和平统一委员会秘书长正告韩国，如果继续允许放飞气球，参与其中的挑衅者要附上全部责任，两国将再度陷入灾难之中。2014年10月，《劳动新闻》将韩国政府容忍放飞气球比作战争行为。
朝鲜对诽谤领导人的传单反应最为激烈。2015年夏季的一张传单对军方要人、金正恩及其夫人李雪主发出死亡威胁，促使祖国和平统一委员会在三天内迅速回应，指责相关活动受到韩国国家情报院、韩国国防部或统一部保护。
自2024年以來，北韓將南韓投放至北韓境內的宣傳物品稱爲「骯髒物品」，亦稱是「卑鄙的攻心戰陰謀」。爲反制南韓的氣球宣傳運動，北韓國防省副相金剛日宣稱將在北韓與南韓的邊境與縱深區域投放數量可觀的廢紙與垃圾，其目的是「讓南韓體會到將這些廢紙與垃圾清除，是一件勞民傷財的事情」。
根據《每日北韓》的報導，北韓政府會在中國與北韓邊境地帶舉辦講演會，合理化北韓政府出於反制目的向南韓空飄垃圾氣球的行爲，並在講演當中避重就輕，並未提及北韓是因爲脫北者先手空飄政治宣傳氣球爾後北韓採取的對應反制，而是使用「人類的垃圾」和「美國的忠實走狗」等詞語來暗示空飄氣球是始作俑者是南韓整體。同時，講演的材料當中亦聲稱南韓與美國在毀壞金正恩的名譽，而空飄垃圾氣球是這些名譽毀壞者罪有應得。每日北韓認爲，北韓政府在北韓全境取得外部資訊相較於北韓其他區域而言難度低的中國與北韓邊境地帶，將北韓空飄垃圾氣球行爲的動機一錘定音，其原因在於北韓有穩定內部輿論加以防止北韓民衆思想轉變的需要。

### 韩国政府
韩国政府担心放飞气球会引来朝鲜报复，危及附近平民的生活，经常派警方出面阻止。政府认为这些行为属于言论自由，但恳请活动人士不要挑衅朝鲜。2014年10月10日的放飞引起朝韩非军事区爆发枪战后，自由韩国党主席金武星担心强硬反朝鲜人士不会帮助到朝鲜半岛南北关系。针对外界批评政府没有合理阻止放飞活动，总统朴槿惠表示相关问题“会在兼顾言论自由及当地居民安全的情况下处理”。
一位不具名的统一部高级官员称之前有试过阻止放飞气球，但自天安号沉没事件以来，他们交给当地警察来处理这些事件，警察会在活动演变成暴力事件或有相应可能性的情况下出面。
2020年12月24日，韩国国会通过法律，禁止向朝鲜发放政治传单，违法者会面临最高3年监禁或罚款3000万韩元（折合2.74万美元）。法律三个月后正式施行。

## 成效与结果

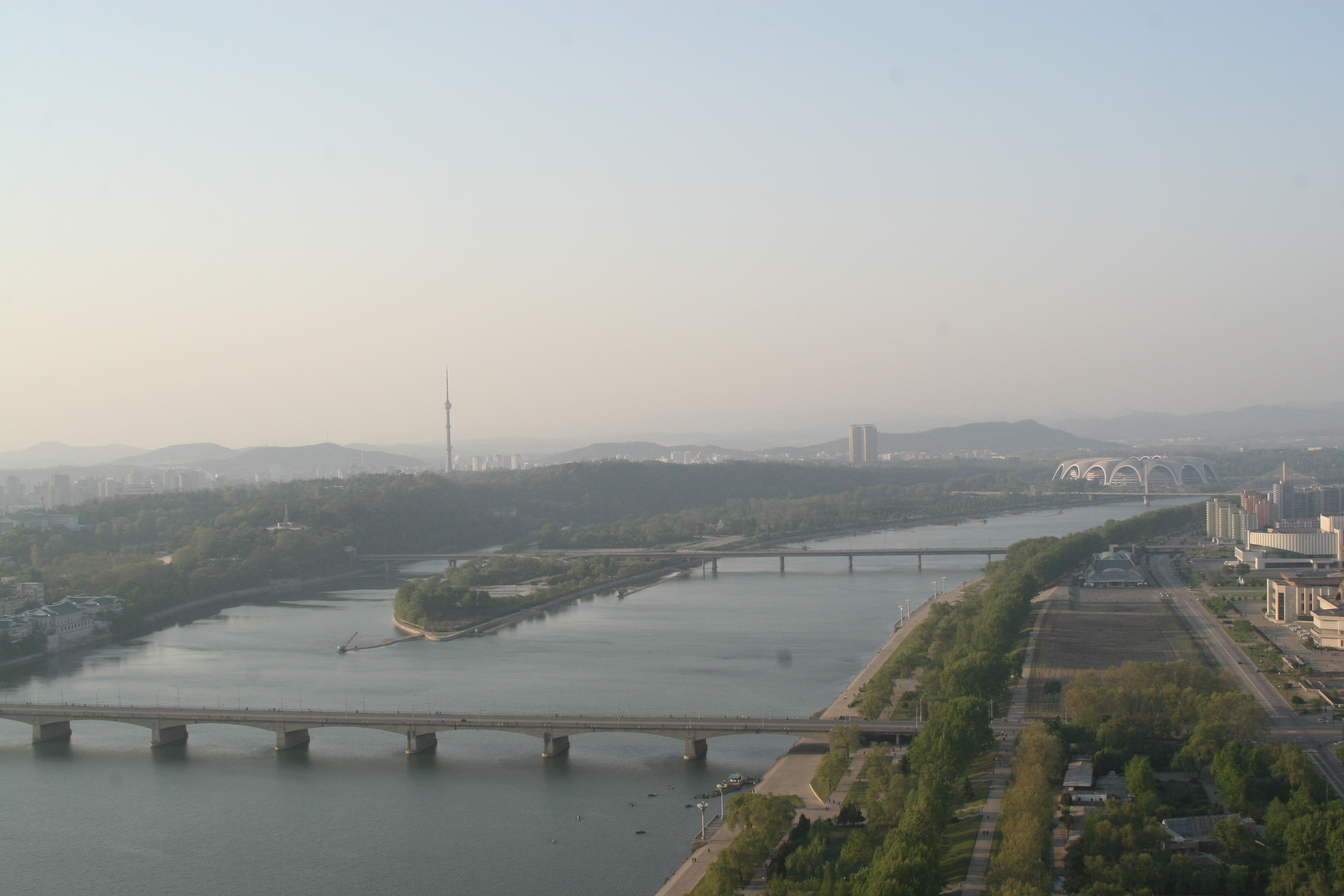
部分活动人士认为他们的气球能去到平壤

参与活动的组织会相互竞争，争取活动经费。世俗份子和基督教份子因意识形态和动机差异，互相仇视。脱北的福音派基督徒李民福和朴尚学一起负责气球放飞活动，他指责部分组织谎称气球去到朝鲜；有些组织在临津阁放飞的气球不可能那里去到朝鲜首都平壤市，怀疑这些气球会落入日本海，顶多飞到江原道的山区。他批评这些团体攫取媒体关注，以此增加收入。人权基金会和自由北朝鲜运动联合于2015年1月19日举办的活动就被质疑是作募资宣传。朝鲜知识分子联盟的金兴康说气球可以向朝鲜施压，尽管受风向影响，往往落在非军事区附近，散落的传单多数被士兵检获。朴尚学对气球运动保持信心，说有好几百位脱北者跟他说收到过传单。李民福认为放飞气球“是最为原始的人道主义人权活动，能解放朝鲜人民被政权封闭的眼、耳、口。”他觉得放飞气球不太可能挑起战争。
基督教团体参加活动的动机遭到质疑。基督教人士被传教多过救人，说他们的气球曾落在农民的屋顶上，给他们的家人带来麻烦。另外，持有基督教文学作品在朝鲜是十分危险的行为。韩裔美国传教士道格拉斯·申（Douglas Shin）指基督教曾举起支持朝鲜人的标语：“有些人不喜欢使用十字军东征这个词，但（放飞气球）确实是十字军东征，是解放朝鲜的十字军东征。”韩国和美国的官员及分析人士一致觉得传教工作难以实现效果，认为很难用宗教手段改变朝鲜。
郑镇宪表示，曾在朝鲜当情报人员的李民福曾表示朝鲜士兵确实爱看韩国的色情电影，但也认为那是韩国资本主义彻底腐败的迹象。另一位当过兵的朝鲜人则觉得这些电影恶心。同样当过兵的林永善创办网络电视频道统一放送，展示朝鲜的政治宣传，帮助民众了解朝鲜的文化。他说落入朝鲜领土的传单及糖果之类的内容物确实平息他们起初对韩国人的敌意。《纽约时报》在2016年表示尚无可靠研究说明有多少朝鲜人读过传单、受传达内容影响。相较之下，韩国民众大多会无视朝鲜的传单。
国民大学的安德烈·兰科夫教授认为传单上的文字相对较短，不太可能说服读者，不比电台节目有效。延世大學的李正勋不认为朝鲜人民解放前线之类的组织能撼动朝鲜政权，不论使用什么招数，因为他们很难渗透进朝鲜社会，充当政权的替代品。朝鲜研究大学教授李宇英指越境散发传单违反朝鲜两国于1992年为停止敌对行为而签订的《朝韩基础协定》，认为有这样的行为存在，朝鲜不可能停止敌对行为。研究撒哈拉以南非洲自决运动及朝鲜人权的国防论坛基金会的苏珊娜·肖尔特认为气球向“朝鲜人送去真相与希望的核弹”。
外交政策聚焦主任约翰·费弗认为活动人士应该学习1988-1989年的波兰“自限革命”，过分逼迫自己的政府会适得其反。他批评活动人士在走私的信息中夹带极端主义思想，为了达成目标拒绝妥协。他认为活动人士的行为会将人命置于危险中，伤害朝韩对话，伤害韩国政府的民主合法性。
然而，放飞气球激怒了朝鲜，对方扬言炮轰气球发射地点。2014年10月，朝鲜边境护卫队尝试射落气球时，炮弹落在韩国军事基地及居民区附近，引发双方交火。2011年，一名朝鲜间谍因涉嫌刺杀气球活动人士朴尚学被逮捕。2014年，一名打扮成脱北者的朝鲜特工因刺伤参与气球运动的朝鲜人民解放前线领导者崔正勋，被韩国警方逮捕。郑镇宪指出，非军事从近年来变得军事化。气球活动可能会打破朝韩政府仅存的合作关系；活动人士被指急切想破坏两国政府之间的合作。
根據《每日北韓》的報導，北韓民衆高度評價乘風飄來的南韓宣傳氣球的塑膠品質，在使用工具將宣傳氣球打破後會將這些宣傳氣球的塑膠予以保留，用以雨季遮雨和農用塑膠。而若南韓的宣傳氣球攜帶的物品當中有夾帶美元，對於北韓民衆而言甚是一筆意外之財；若宣傳氣球攜帶的物品當中只有批判北韓政府的傳單與隨身碟，則拾取到此宣傳氣球的北韓民衆會就地燒毀上述物品。

## 缓冲带建立
2018年11月1日，朝韩两国在边境附近设立缓冲带。根据《关于在军事领域执行具有历史意义的板门店宣言的协议》，热气球不能进入朝韩非军事区25公里范围内。

## 類似行爲
亦有脫北者選擇使用裝有大米以及內含隨身碟和一美元紙幣的漂流瓶在河道上游投放，並藉助水流和潮汐的作用讓漂流瓶漂往北韓黃海道以達成救濟北韓民衆與散發北韓境外資訊的效果。